# هایدلبرگ

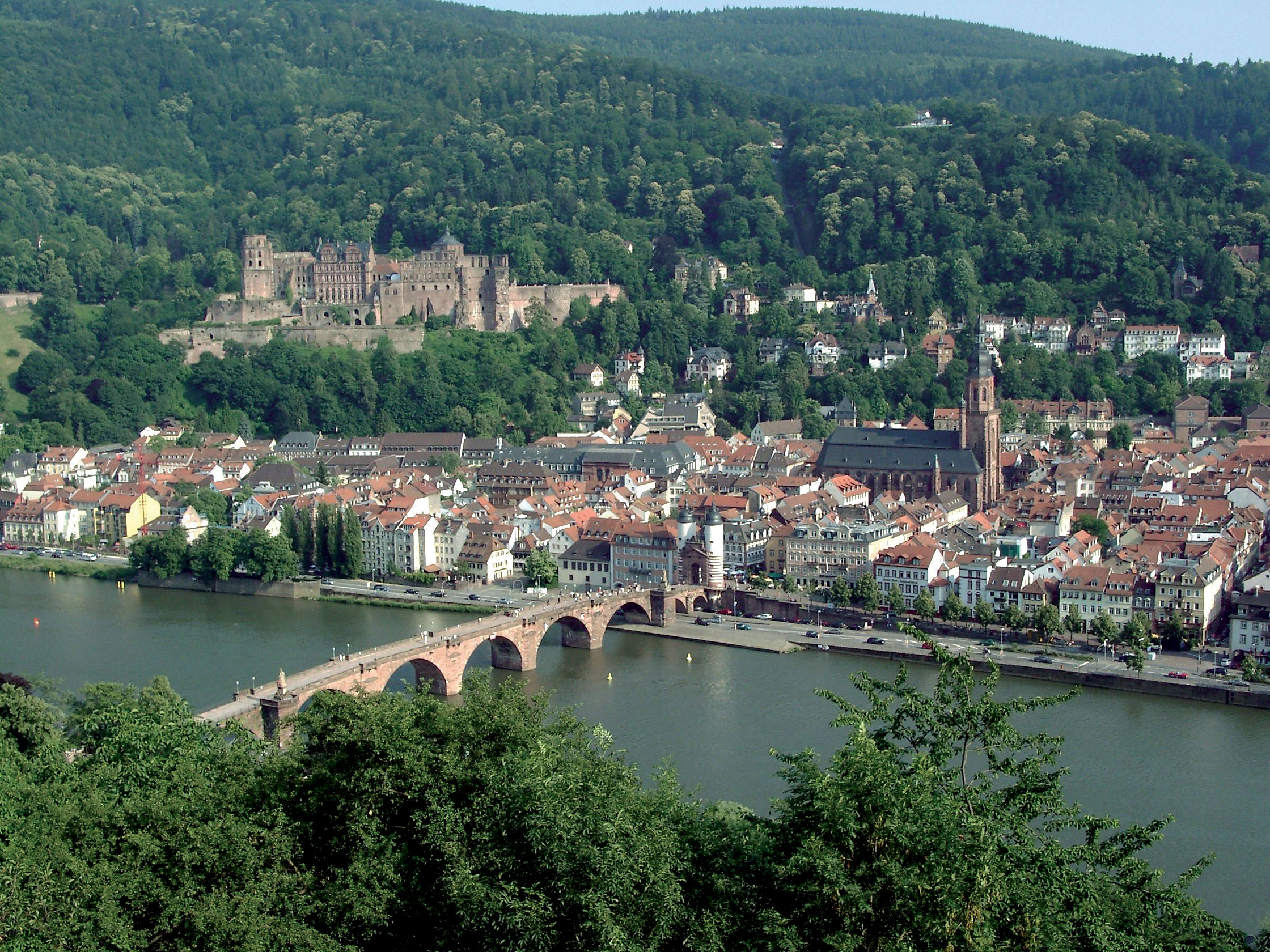
چشم‌انداز راه فیلسوفان (Philosophenweg) در شهرهایدل‌برگ

هایدلبرگ (به آلمانی: Heidelberg) () شهری است در ایالت بادن-وورتمبرگ در جنوب غربی آلمان که رود نکار از میان آن می‌گذرد. این شهر پنجمین شهر بزرگ این ایالت بعد از اشتوتگارت، کارلسروهه، مانهایم و فرایبورگ می‌باشد. طبق سرشماری سال ۲۰۱۶، جمعیت آن ۱۵۹٬۹۱۴ نفر تعیین شده که حدوداً یک چهارم این تعداد دانشجو بوده‌اند. هایدلبرگ که در ۷۸ کیلومتری جنوب فرانکفورت قرار دارد.
هایدلبرگ در قدیم از مراکز دانش و هنر بوده‌است.
امروزه نیز وجود پژوهشگاه‌های متعدد در درون و پیرامون آن، این سنت را ادامه داده‌است. دانشگاه هایدلبرگ از قدیمی‌ترین نهادهای آموزشی اروپا است. علاوه بر این دانشگاه اس‌آراچ هایدلبرگ که یکی از قدیمی‌ترین و بزرگ‌ترین دانشگاه‌های خصوصی آلمان است در این شهر قرار دارد. جشنواره فیلم مانهایم-هایدلبرگ هرساله به‌طور مشترک با مانهایم در این شهر برگزار می‌شود.

## تاریخچه
بین ۶۰۰۰۰۰ تا ۲۰۰۰۰۰ سال پیش، " مرد هایدلبرگی " در نزدیکی Mauer درگذشت . استخوان فک او در سال ۱۹۰۷ کشف شد. قدمت علمی بقایای او را به عنوان اولین شواهد زندگی انسان در اروپا مشخص کرد. در قرن پنجم قبل از میلاد، یک قلعه سلتی پناهگاه و محل عبادت در Heiligenberg یا "کوه مقدس" ساخته شد. هر دو مکان هنوز قابل شناسایی هستند. در سال ۴۰ پس از میلاد، قلعه ای ساخته شد و توسط گروه ۲۴ رومی و دومین گروه Cyrenaican (CCG XXIIII و CCH II CYR) اشغال شد. والنتینین اول امپراتور متاخر روم در سال 369 پس از میلاد، کاسترای قدیمی (اردوگاه های دائمی) و یک برج سیگنال را در کرانه نکار ساخت و نگهداری کرد . روی آن پل چوبی بر پایه ستون های سنگی ساختند. این اردوگاه از اولین شهرک های غیرنظامی محافظت می کرد و در نهایت به تصرف قبایل آلمانی درآمد . مرکز اداری محلی در زمان رومیان شهر لوپودونوم بود که امروزه به نام لادنبورگ شناخته می شود.

## صنعت چاپ و نشر
در این شهر، کارخانهٔ تولیدکنندهٔ دستگاه‌های چاپ هایدلبرگ نیز وجود دارد که جزو قدیمی‌ترین، معروفترین و برترین سازندگان دستگاه‌های چاپ می‌باشد.

## دانشگاه هایدلبرگ
دانشگاه هایدلبرگ، قدیمی‌ترین دانشگاه آلمان است که در سال ۱۳۸۶ میلادی، تأسیس شد.

## ورزش

### فوتبال
باشگاه های فوتبال اس جی هایدلبرگ-کیرشهایم و اس سی هایدلبرگ تیم های فوتبال این شهر هستند.
هانس «هانسی» دیتر فلیک (تلفظ آلمانی: [ˈhanzi ˈflɪk]) (به آلمانی: Hans-Dieter Flick) (زادهٔ ۲۴ فوریه ۱۹۶۵) بازیکن پیشین و سرمربی کنونی فوتبال اهل آلمان است.

### تنیس
قدیمی ترین باشگاه تنیس آلمان که در سال 1890 تاسیس شد، در هایدلبرگ قرار دارد.

دانشگاهیان هایدلبرگ در ژانویه 2023 جمع شدند.
این شهر همچنین میزبان است که 9 بار قهرمان بسکتبال قهرمانی آلمان شد و دومین تیم موفق در تاریخ بسکتبال حرفه ای آلمان باقی مانده است. امروز، این باشگاه در دسته دوم ProA آلمان بازی می کند . این در درجه اول به خاطر بخش جوانان خود که چندین عضو تیم ملی بسکتبال بزرگسالان آلمان را پرورش داده است، شناخته شده است .
این شهر میزبان رویدادهایی در پارالمپیک تابستانی 1972 بود .
آنها همچنین میزبان مسابقات قهرمانی WU24 2019 از 13 تا 20 جولای بودند. این پنجمین دوره این مسابقات قهرمانی جهان بود و سومین باری است که آلمان میزبان یک تورنمنت نهایی فریزبی است.

### راگبی
هایدلبرگ یکی از مراکز اتحادیه راگبی در آلمان به همراه هانوفر است . در سال 09-2008 ، چهار باشگاه از نه باشگاه راگبی-بوندسلیگا از هایدلبرگ بودند، اینها از جی هایدلبرگ هستند که در پارک ورزشی فریتز گرونباوم ، اس سی نوینهایم ، هایدلبرگ از کی ، و تی آس وی Handschuhsheim بازی می کنند . تلویزیون هایدلبرگ دارای بخش راگبی است.
لیگ راگبی آلمان دو تیم مستقر در هایدلبرگ دارد، هایدلبرگ شارکز در سال ۲۰۰۵ و روهرباخ هورنتس در سال ۲۰۰۷ تشکیل شدند.

## نگارخانه

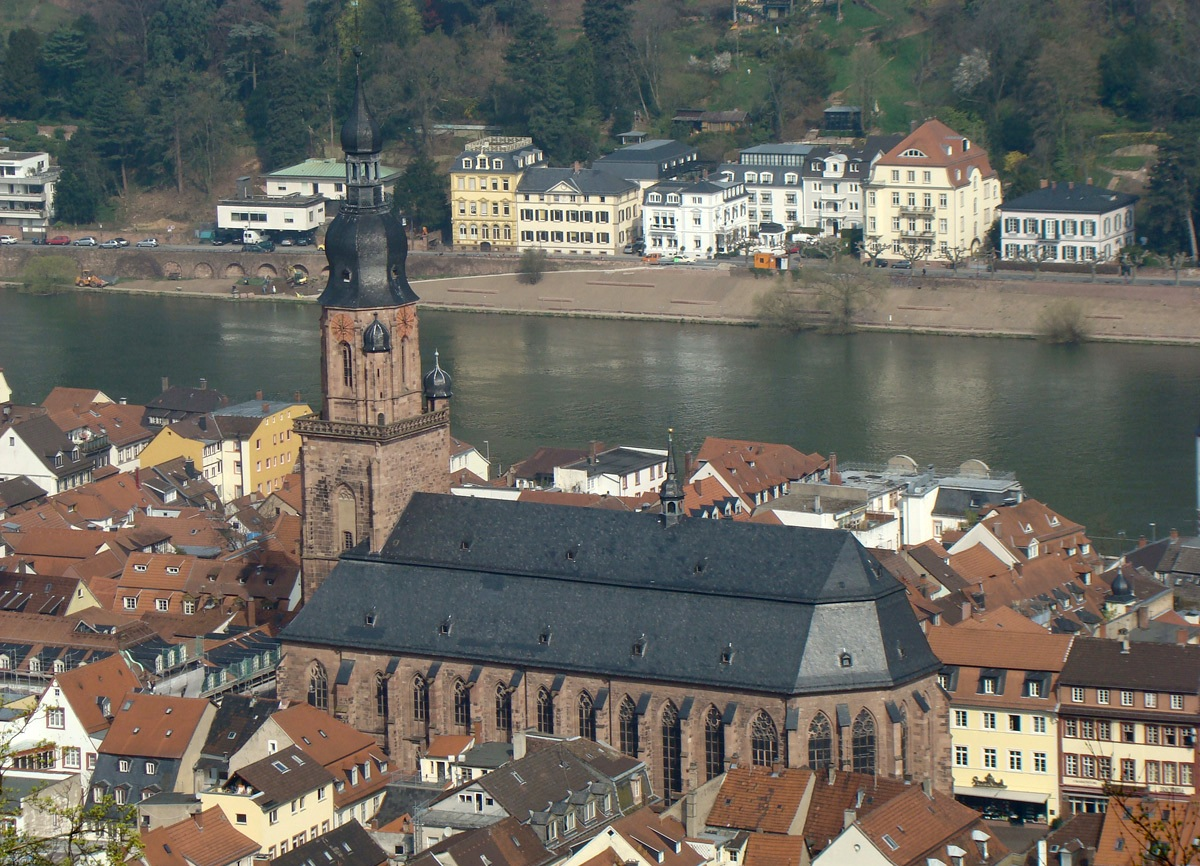
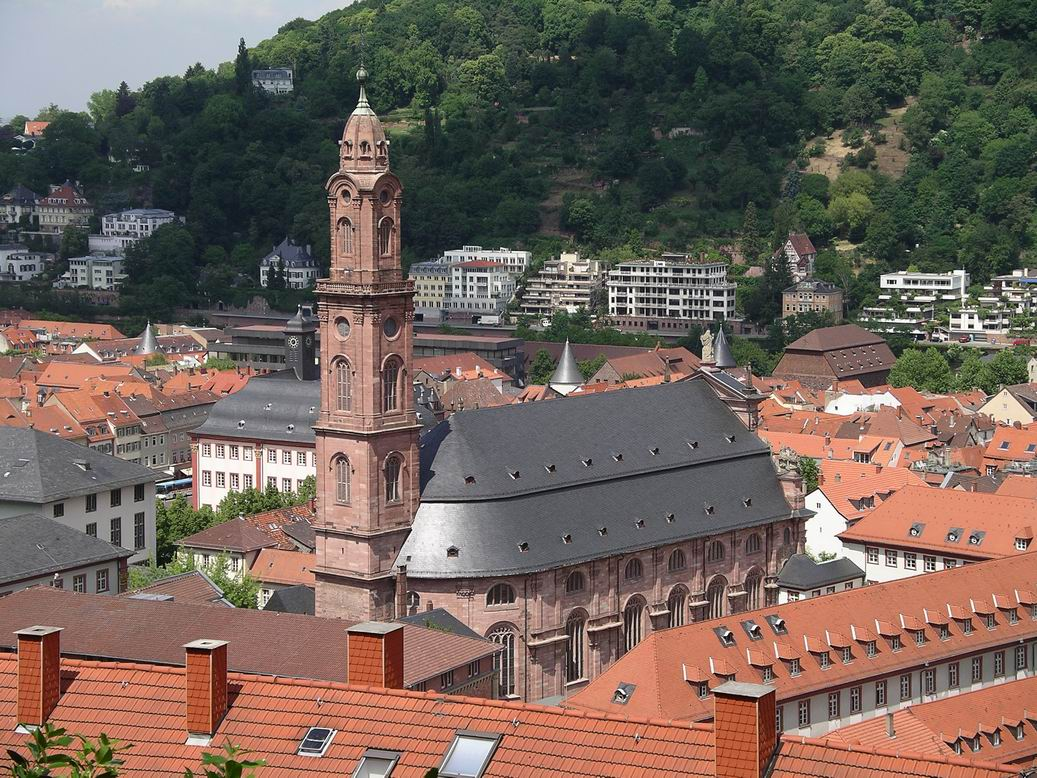
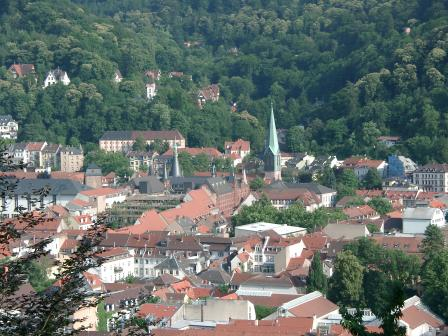
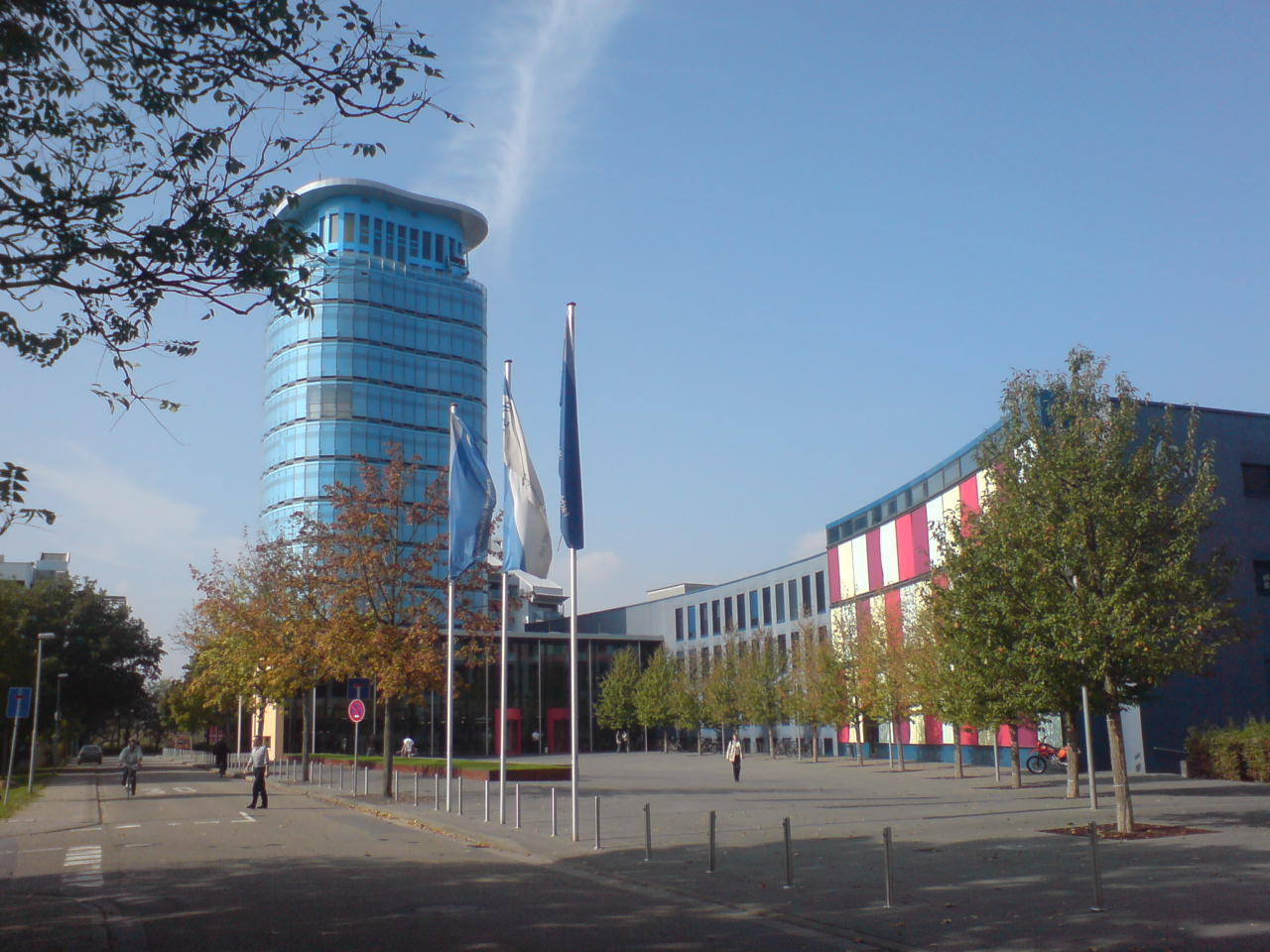